# Avioportolano
Der Avioportolano ist ein Luftfahrthandbuch, das Informationen zu über 550 Flugplätzen in Italien enthält. Das Handbuch richtet sich in erster Linie an die Allgemeine Luftfahrt, insbesondere an Piloten von Leicht- und Ultraleichtflugzeugen. Im Mittelpunkt stehen daher Informationen zu Aviosuperfici und Campi di Volo (Ultraleichtfluggelände). Es erscheint in italienischer und (seit 2015) in englischer Sprache.
Der Begriff Avioportolano setzt sich aus den lateinischen Wörtern avis (Vögel) und portus (Hafen) zusammen und nimmt Bezug auf die mittelalterlichen Portolankarten, aus denen die Seehandbücher hervorgingen. Avioportolano wurde 1995 beim italienischen Patent- und Markenamt von Guido Medici registriert. Avioportolano S.r.l. ist heute auch der Name von Guido Medicis Verlag in Mira bei Venedig, der das Handbuch herstellt und verbreitet.
Nach der gesetzlichen Neuordnung des Luftsports in Italien im Jahr 1985 nahm dort die Zahl der Flugplätze erheblich zu. Die von Guido Medici geleitete Zeitschrift Il Volo veröffentlichte daraufhin ab 1987 monatlich Kurzartikel über italienische Flugplätze. Diese Artikel fasste Medici 1991 zum Handbuch Guida al volo da diporto zusammen. Unter der Leitung von Medici und mit Unterstützung des Zentrums für geotopografische Informationsdienste der italienischen Luftwaffe in Pratica di Mare wurde die entsprechende Kartografie erstellt. In diesem Bereich kooperierte Il Volo ab 1994 mit dem Touring Club Italiano und ab 1995 mit dem Istituto Geografico De Agostini. Auf dieser Grundlage erschien im Jahr 1995 erstmals der Avioportolano. Bis 2015 wurde er alle zwei Jahre in einer aktualisierten Auflage unter der Schirmherrschaft der italienischen Regierung und des Aero Club d’Italia veröffentlicht, seit 2017 jährlich. Der Avioportolano Italia 2008/2009 umfasste erstmals einen zusätzlichen Band mit touristischen und gastronomischen Informationen. Die Luftfahrtkarten werden jährlich aktualisiert und decken seit einigen Jahren auch Korsika, Malta und einige südosteuropäische Staaten ab. Seit 2012 werden die Produkte des Verlags auch auf digitalen Medien angeboten.
Im Sommer 2010 absolvierte Guido Medici 130 Flugstunden über Deutschland und machte dabei rund 20.000 Luftbilder. Bis Ende des Jahres legte er ein Verzeichnis deutscher Flugplätze an, wobei etwa 60 Prozent der Informationen aus dem Luftfahrthandbuch Deutschland (AIP) stammten. Auf der Luftfahrtmesse Aero Friedrichshafen 2011 stellte Medici den Luft-Reiseführer Aerotouring für Privatpiloten – Reisen mit dem Flugzeug für Deutschland mit der dazugehörigen Kartografie vor. Beim Avioportolano-Verlag erschien dann auch ein entsprechender Reiseführer für Italien (Aerotouring Flight Guide Italy).